# سیگنال زمان

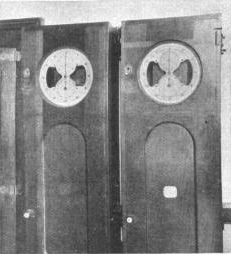
دستگاه سیگنال زمان

سیگنال زمان (به انگلیسی: Time signal) به سیگنال الکتریکی یا دیداری یا شنیداری یا مکانیکی گویند که برای مشخص کردن زمان در روز استفاده می‌شود. نمونه ابتدایی سیگنال زمان می‌توان از اذان یا صدای ناقوس کلیسا نام‌برد.